# Тарасова, Ольга Аслановна
Ольга Аслановна Тарасова (1902 — 1982) — американская балерина армянского происхождения, работавшая преимущественно во Франции и США.

## Биография
Дочь армавирского предпринимателя Аслана Тарасова (1874—1967), происходившего из рода черкесских армян, предок которых Торос был родом из села Цхна старого армянского города Нахичевани (ныне — в составе Азербайджана). Сестра писателя Анри Труайя. В возрасте одного года вместе с семьёй переехала из Армавира в Москву и поселилась на Арбате. С 1917 г. с семьёй в эмиграции.
В Париже Ольга Тарасова занималась у бывшего премьера Большого театра В. Свободы, а также у бывших звезд Мариинского театра. Позднее Тарасова была принята в труппу «Балле рюс», она выступала в театре «Летучая мышь», в театре «Экспозюр», работала с Джорджем Баланчиным, а в труппе Русской оперы в Париже.
В 1938 году Ольга Тарасова открыла собственную балетную школу, где вместе с ней преподавали известные солисты Серж Исмаилофф и Юрек Лазовский. Учениками этой школы были солистки «Метрополитен-опера» Одри Кин и Анн Капоцци, бродвейские актрисы Мадлен Деци и Сондра Ли, танцовщицы Кристин Буш, Шериль Джонсон, Кети Милнер, а также танцор и балетмейстер Герберт Росс.